# Malborghetto Valbruna
Malborghetto Valbruna (friülà Malborghet-Valbrune, alemany Malburgeth-Wolfsbach, eslovè Naborjet-Ovčja vas) és un municipi italià, dins de la província d'Udine, a la Val Canale. L'any 2007 tenia 1.007 habitants. Limita amb els municipis de Chiusaforte, Dogna, Feistritz an der Gail, Hermagor-Pressegger See (Àustria), Hohenthurn, Pontebba, Sankt Stefan im Gailtal i Tarvisio.

## Fraccions
- Valbruna (eslovè Ovčja vas, alemany Wolfsbach, friülà Valbrune o Cjalavai) a 807 m s.l.m. dins Val Saisera, amb el fons del massís Jôf Fuârt (2.666 m). Important centre d'esports hivernals
- Bagni di Lusnizza (eslovè Lužnice, alemany Lusnitz, friülà, Lusniz) a 635 m s.l.m. amb jaciments d'aigües termals
- Cucco (Kuk en eslovè, Kúk en alemany i Cuc en friülà) és una localitat que es troba a prop de Malborghetto.
- Santa Caterina (eslovè Šenkatríja, alemany Sankt Kathrein, friülà Sante Catarine) a 660 m.
- Ugovizza (eslovè Ukve, alemany Uggowitz, friülà Ugovize) és una localitat turística estival i hivernal, situada a 775 m s.l.m. S'hi troba l'església de Santi Filippo e Giacomo.

## Administració
| Període | Identitat       | Partit      |
| ------- | --------------- | ----------- |
| 2004-   | Alessandro Oman | Centredreta |